# أبو الحسن المستوفي الغفاري
أبو الحسن المستوفي الغفاري (الفارسية: ابوالحسن مستوفی غفاری) كان رسامًا ومؤرخًا إيرانيًا من القرن الثامن عشر من عائلة الغفاري في كاشان. بالإضافة إلى العديد من اللوحات ذات الطراز الأوروبي، يُعرف أيضًا بأنه مؤلف كتاب جولشان مراد، وهو كتاب يغطي تاريخ الدولة الزندية.

## السيرة
تتمتع عائلة الغفاري بتاريخ طويل في الخدمة في الحكومة. كان والد أبي الحسن، ميرزا معز الدين محمد الغفاري، واليًا على كاشان وقم ونطنز وجوشقان في عهد كريم خان زند (حكم 1751-1779 م). وُلِد أبو الحسن في كاشان في أواخر القرن الثامن عشر. كان له شقيقان هما عبد المطلب وميرزا أحمد. منذ أواخر العصر الصفوي، كانت اللوحات ذات الطراز الأوروبي موضوعًا مفضلًا للفنانين الإيرانيين، وكان أبو الحسن أول فرد في عائلته يبدي اهتمامًا بها. يصف أبو الحسن كيف بدأ الرسم:
منذ أن كنت في السابعة من عمري، قضيت عشر سنوات أتعلم الرسم. إلا أن والدي لم يكن يرغب لي في ذلك، فطلب من صديقه ميرزا محمد البروجردي، الذي كان يعمل أيضًا في بلاط الزنديين، أن يتدخل. وفي أحد الأيام، بدأ ميرزا محمد الحديث عن الشروط المسبقة لفن الرسم، فنصحني قائلًا:
"على الرغم من أن الرسم فن رقيق ومهنة شريفة، إلا أنه لا يضمن رزقًا ثابتًا، ويُعد دون كرامة الرجل، لا سيما رجل من مقامك. لذا فمن اللائق بك أن تسير على خُطى والدك."

وبعد ذلك اتّخذ أبو الحسن قرارًا بتغيير مساره المهني. وبعد أن تعلم حرفة الحواشي، بدأ في كتابة السجلات الرسمية، وفي نهاية المطاف ترقى إلى منصب مؤرخ بلاط كريم خان. ونتيجة للصراع الداخلي بين عائلة الزنديين بعد وفاة كريم خان في عام 1779، يبدو أن أبا الحسن توقف عن الكتابة بين عامي 1780 و1784. ولكن بعد أن هدأت هذه المشاكل في عام 1784 تحت حكم علي مراد خان زند (1781 - 1785 م)، بدأ الكتابة مرة أخرى، وأطلق على سجله التاريخي اسم جولشان مراد نسبةً إلى الحاكم الزندي الجديد. وعلى الرغم من تغيير مسار حياته المهنية إلى مؤرخ وكاتب، إلا أن أبا الحسن لم يتوقف أبدًا عن الرسم، كما يتضح من اللوحات المكتوبة بخط اليد والمختومة بالتاريخ. يُعتبر أبو الحسن فنانًا ماهرًا في رسم البورتريه، وقد استخدم اسم "المستوفي" كتوقيع له.

تُوفي أبو الحسن في ق. 1797/98. كان عمًا لفاروخ خان وأبو وأبو الحسن صانع الملك.

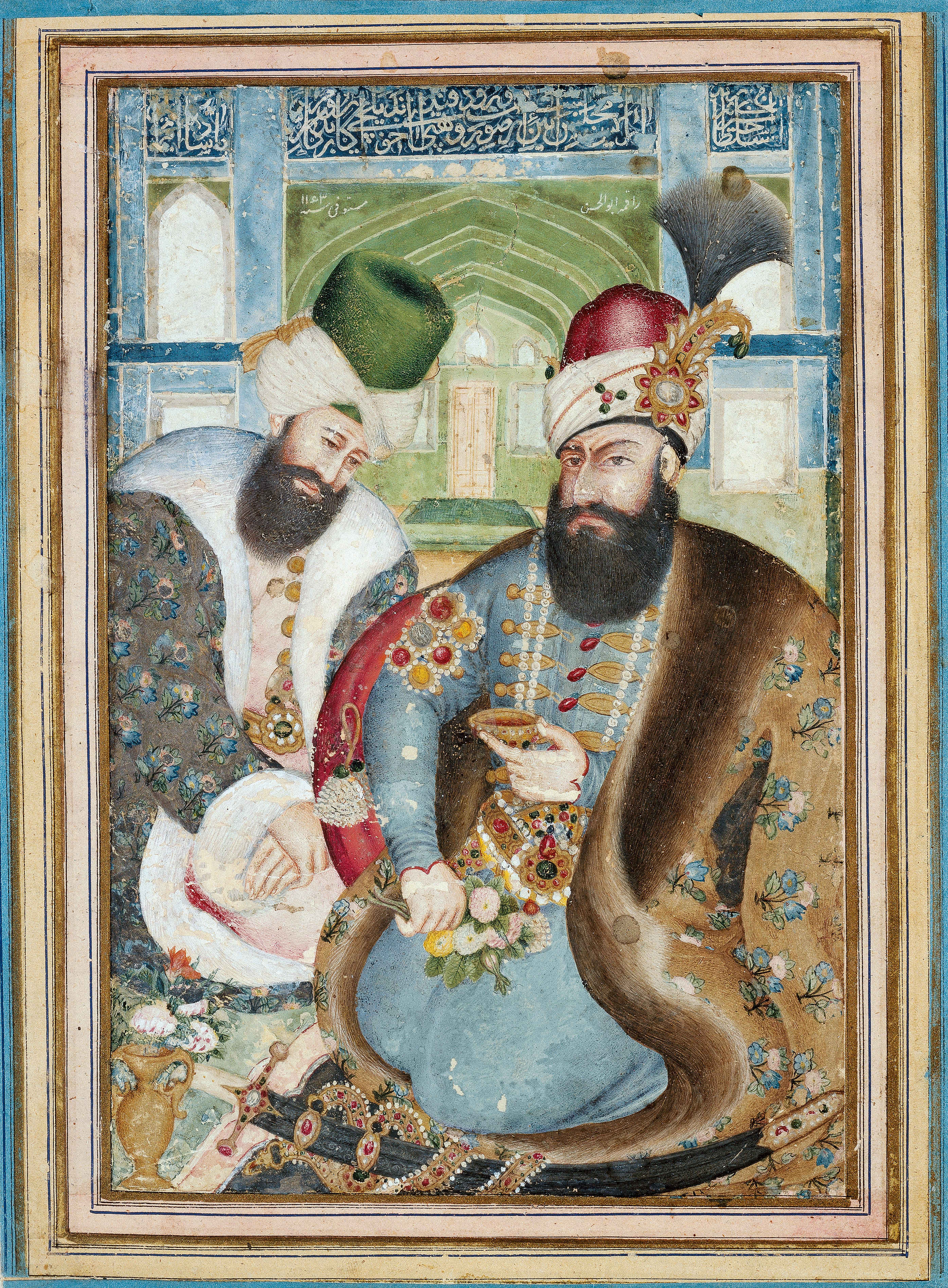
كريم خان مع المبعوث العثماني وهبي أفندي، بتاريخ 1775
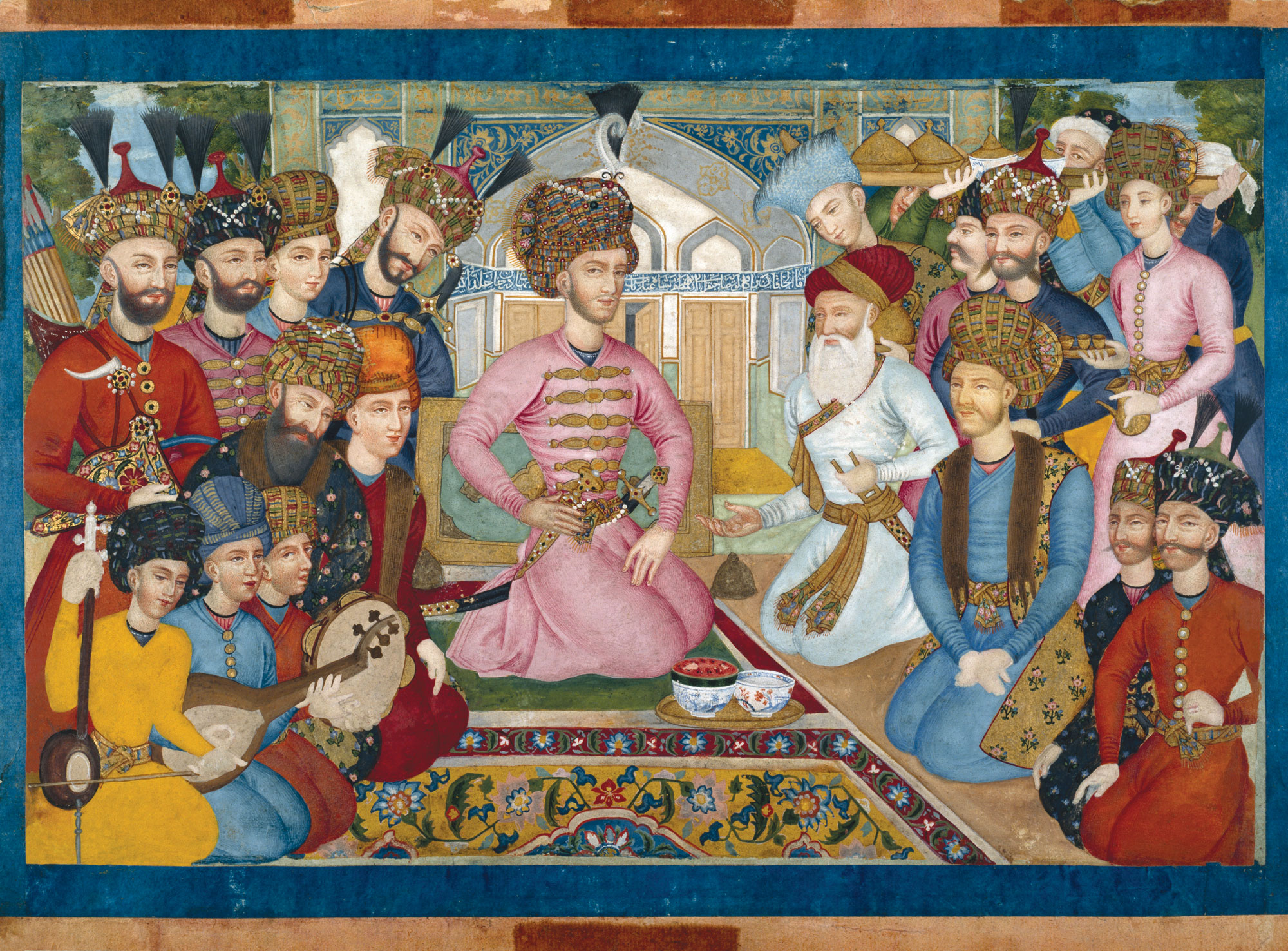
الشاه عباس الثاني يتفاوض مع سفير الإمبراطورية المغولية
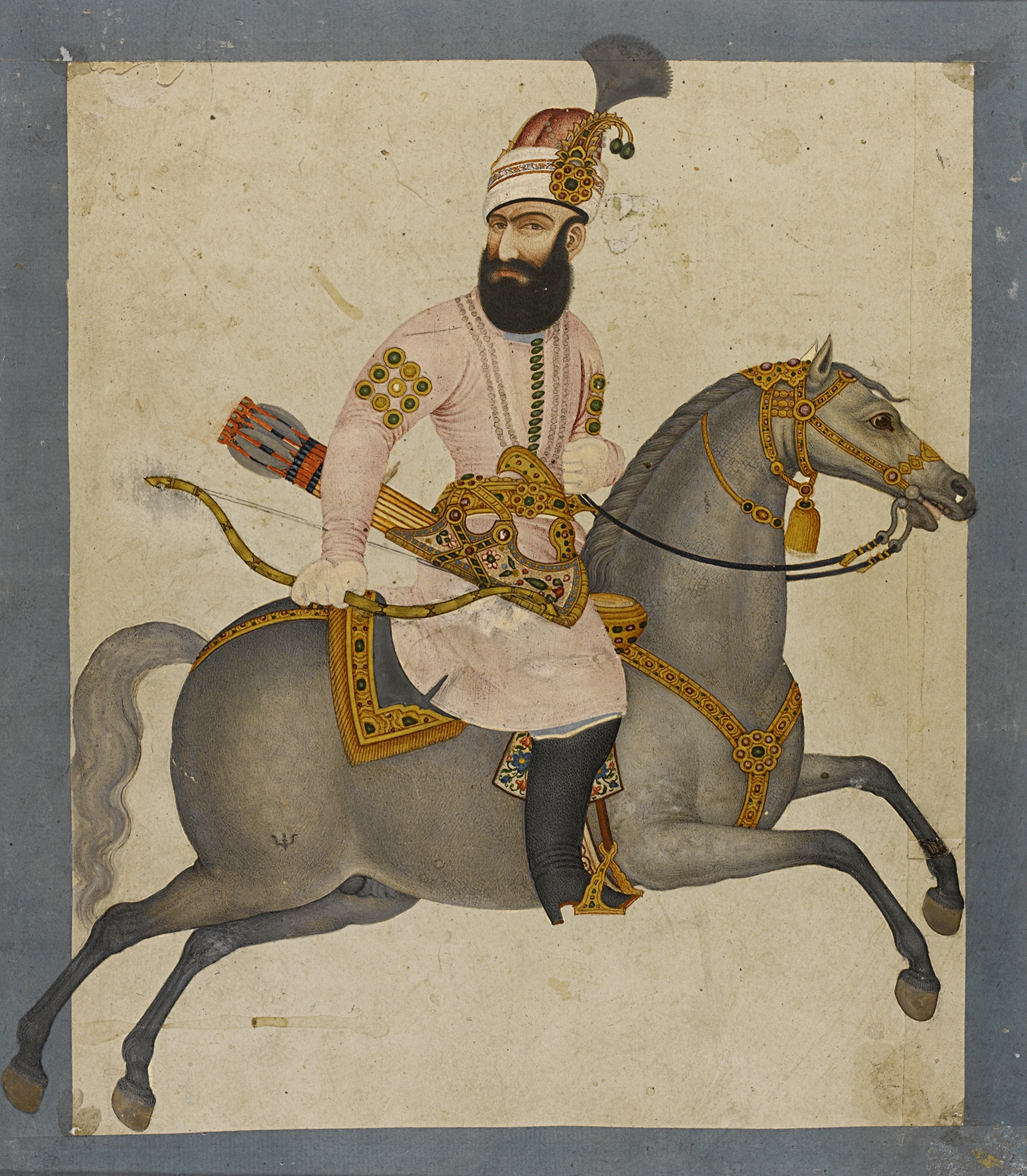
صورة لكريم خان زند على ظهر حصان تعود إلى أواخر القرن الثامن عشر